# 黑橫帶錦魚
黑橫帶錦魚，為輻鰭魚綱鱸形目隆頭魚亞目隆頭魚科的其中一種，分布於西太平洋區，從巴布亞紐幾內亞、澳洲至東加海域，棲息深度0-15公尺，體長可達20公分，棲息在礁石區海域，生活習性不明。